# 甲第世家
29°59′15.0″N 121°26′54.5″E / 29.987500°N 121.448472°E
甲第世家是浙江省宁波市境内的一处古建筑，位于江北区慈城镇境内，为全国重点文物保护单位慈城古建筑群的组成部分。建筑为明嘉靖进士钱照的故居，始建于明嘉靖年间，因钱照后代数次科举及第因而人称“甲第世家”，台门匾额为文徵明所题。
建筑布局为典型明代建筑，坐北朝南，分前后两进，其中前进由大厅和东西边房组成，后进为五开间，设东西弄，弄旁各设厢房两座，南侧设庑殿顶翼楼，是宁波境内典型的明代建筑。